# Oberseen

Karte des Quartiers

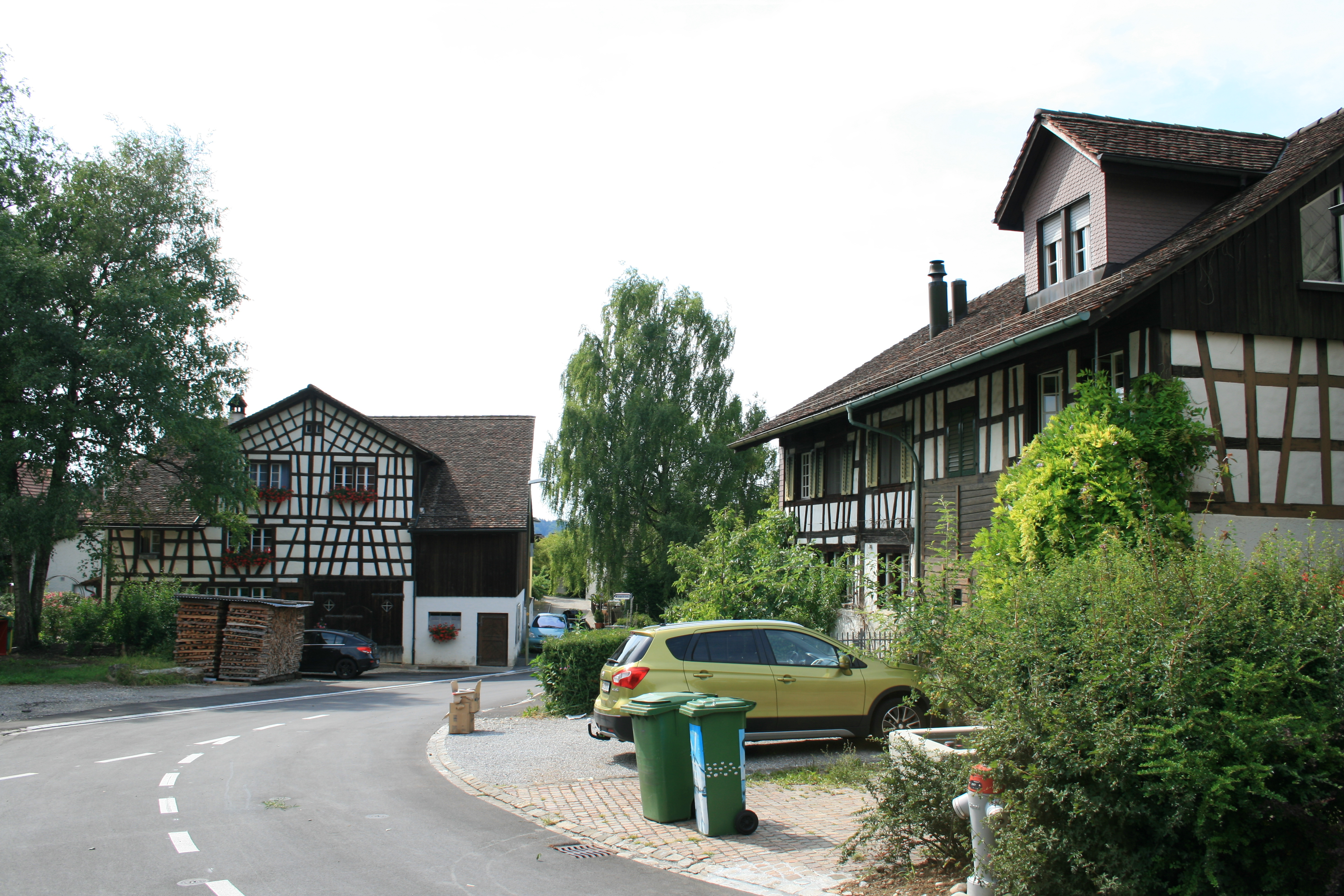
Denkmalgeschützten Fachwerkhäuser im ehemaligen Ortszentrum Oberseens

Oberseen ist ein Quartier der Stadt Winterthur im Schweizer Kanton Zürich, das zum Stadtkreis 3 (Seen) gehört.

## Geografie
Oberseen liegt südöstlich des Seemer Ortskern und ist leicht höher als dieser gelegen. Das Quartier befindet sich an Hanglage Im Norden Oberseens liegt das Quartier Sonnenberg. Gegen Westen bildet die Tösstalbahn die Grenze zum Quartier Büelwiesen und dem Seemer Ortskern. Südlich liegt die mit einem Fussweg verbundene Aussenwacht Gotzenwil. In den östlich gelegenen Waldgebieten hat Oberseen gemeinsame Grenzen mit den Aussenwachten Eidberg und Ricketwil, mit Letzterer ist Oberseen mit einer Strasse verbunden.
Oberseen wird vom Oberseener Dorfbach durchflossen, der in den Mattenbach mündet. Der Mattenbach selbst bildet die südliche Grenze des Oberseener Siedlungsgebiet. Überbauungspläne südlich des Mattenbach wurden 2012 verworfen, der Stadtrat kam damit einer Änderung des kantonalen Richtplans zuvor.

## Bildung
Gleich neben der Busendstation Oberseen steht das Schulhaus Oberseen, in dem vom Kindergarten bis zur Sekundarschule alle Altersklassen vereinigt sind. Neben Oberseen zählen auch die Aussenwachten zum Einzugsgebiet der dort beheimateten Sekundarschule. Neben dem Kindergarten Oberseen existiert im Quartier noch der Kindergarten Grüntal.

## Bevölkerung
Der Ausländeranteil des Quartiers liegt im städtischen Durchschnitt und auch die Altersstruktur unterscheidet sich wenig vom städtischen Durchschnitt. Auffällig ist mit 54 % der hohe Anteil an verheirateten Paaren im Quartier, gegenüber dem städtischen Schnitt von 39 %. Weiter liegt der Anteil der über 65-Jährigen ist mit 21 % knapp einen Viertel über dem städtischen Durchschnitt von 15 %, und zwei Prozent über dem Schnitt des Stadtkreises Seen.

## Geschichte
Oberseen existierte bereits im frühen Mittelalter in einer Doppelsiedlung mit Seen. Welche der beide Ortsteile zuerst entstand lässt sich nicht mehr genau nachweisen, aufgrund der erhöhten Hanglage Oberseen ist anzunehmen, dass dieses damals ein früher Ausläufer des grösseren Seens war. Auch ist Oberseen in den ersten urkundlichen Erwähnungen Seens in Schenkungen an das Kloster St. Gallen im achten und neunten Jahrhundert nie namentlich erwähnt, jedoch lässt sich dies durch spätere Lehensgebungen des Klosters an die Kyburger annehmen. In späteren Urkunden des 13. Jahrhunderts wird teilweise von beiden Seen gesprochen, womit Oberseen explizit einbezogen wurde.
Zu Beginn des 15. Jahrhunderts kam Oberseen zusammen mit Seen neu unter Zürcher Herrschaft. Ein vom Kyburger Landvogt erstelltes Steuerrodel von 1463, in dem Oberseen und andere kleine Höfe um Seen nicht namentlich aufgeführt sind, lässt vermuten, dass Oberseen zu dieser Zeit vielleicht gar nicht jederzeit bevölkert war. In den Steuerbücher der 1460er-Jahre ist Oberseen jedoch wieder mit 4 Haushaltungen aufgeführt, was auf eine geschätzte Einwohnerzahl von 25 Personen schliessen liesse. Zu jener Zeit war der Steuerertrag für die Obrigkeit in Oberseen nur halb so gross wie in Seen selbst.

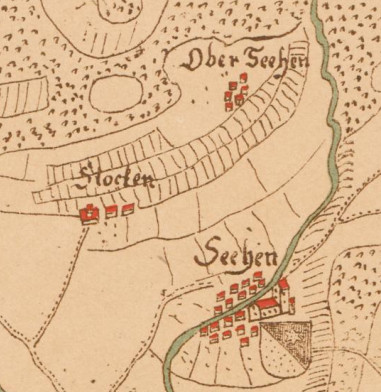
Oberseen auf der Gygerkarte von 1664

Im ausgehenden Mittelalter um 1500 waren die Grundbesitzverhältnisse in Oberseen bereits ziemlich zerstreut. Die Ortschaft Oberseen gehörte zu den ärmeren Dörfern. 1634 zählte die Gemeinde 70 Einwohner in 17 Haushaltungen, davon 5 in Stocken. Neun Jahre später sank die Einwohnerzahl auf noch 60 Personen in 13 Haushalten. 1646 betrug die Einwohnerzahl wieder 85. Die Bevölkerungszahl Oberseens stieg in den Folgejahren bis 1678, als das Dorf 148 Einwohner in insgesamt 26 Haushaltungen aufwies. Danach sank die Bevölkerungszahl während des Höhepunktes der kleinen Eiszeit und der Hungerkrise im Züribiet der 1690er-Jahre auf 110 Einwohner, um danach bis 1722 wieder bis auf 196 Personen in 33 Haushalten anzusteigen. Sie blieb in den Folgejahren weitgehend gleich, 1771 wurden weiterhin 190 Personen bei gleichbleibender Zahl an Haushaltungen gezählt. Zum Ende des Ancien Regimes 1799 lebten in Oberseen noch 151 Einwohner in 31 Haushalten. Davon waren zu diesem Zeitpunkt 24 arbeitslos, die Arbeitslosenquote von 16 Prozent lag damit rund einen Drittel höher als in der Nachbargemeinde Seen.
In Oberseen gab es bereits Jahrzehnte vor 1700 Schulmeister, deren Status jedoch zunächst unklar war. Diese Privatschule bestand bis 1771, zuletzt wurden an der Schule 25 Kinder unterrichtet. Danach gingen die Oberseemer Kinder in Seen zur Schule. Dies führte im Rahmen eines Schulhausbaus in den 1830er-Jahren zu einem Konflikt, bei dem die Schulgemeinde Seen forderte, das Oberseen doch sein eigenes Schulhaus bauen sollte. Eine entsprechende Forderung zuhanden des Zürcher Regierungsrats wurde jedoch von diesem abgelehnt.
1922 wurde die politische Gemeinde Seen nach Winterthur eingemeindet und in diesem Rahmen auch die bisherige Zivilgemeinde Oberseen aufgelöst. In den 1970er-Jahren wuchs Oberseen im Rahmen des damaligen Baubooms mit dem Kerndorf Seen zusammen. 1982 wurde der Löschzug Oberseen aufgelöst, heute erinnert das Sprützehüsli noch an diesen. Im gleichen Jahr erhielt Oberseen mit der Buslinie 6 (HB–Oberseen, ab 1991 eine Trolleybuslinie) auch eine direkte Anbindung an den öffentlichen Verkehr. 1997 erhielt Oberseen nach mehrjähriger Verzögerung das bereits in der Schulraumplanung von 1970 vorgesehene eigene Primar- und Sekundarschulhaus.

## Verkehrsanbindung
Oberseen wird durch die Trolleybuslinie 3 (Rosenberg–HB–Oberseen) von Stadtbus Winterthur erschlossen. Die Buslinie fährt entlang der Landvogt-Waser-/Gotzenwiler-/Ricketwilerstrasse, die das Quartier neben der Oberseenerstrasse erschliesst.

## Sport
In der zum Schulhaus Oberseen gehörenden Sporthalle Oberseen trägt der Unihockeyverein Red Ants Rychenberg Winterthur ihre Heimspiele aus. An der Köhlbergstrasse gibt es eine Reitschule.